# Isabel Jeans
Isabel Jeans (Londra, 16 settembre 1891 – Londra, 4 settembre 1985) è stata un'attrice inglese, attiva dal cinema muto fino agli anni sessanta.

## Biografia
Fra il 1917 e il 1969 girò una trentina di film (di produzione britannica e statunitense, nonché una co-produzione franco-anglo-italiana), di cui tre di Alfred Hitchcock.
Apparve in varie serie televisive fra il 1959 e il 1972.
Recitò a Broadway in quattro lavori fra il 1915 e il 1931, e nella stagione 1948-1949. Nel 1919 fu Lady Mercia Merivale nella prima assoluta di Kissing Time di Ivan Caryll con Stanley Holloway e Leslie Henson a Londra.
Prima dell'avvento del sonoro fu diretta da Hitchcock nei film Il declino (1927) e Virtù facile (1928). In seguito diede vita a numerose figure femminili nel cinema di Hollywood, fra cui - ancora con Hitchcock - ne Il sospetto (1941). In Italia recitò in Souvenir d'Italie (1957) di Antonio Pietrangeli, poi fu diretta da Vincente Minnelli in Gigi (1958).
Nel 1968 interpretò per l'Haymarket Theatre di Londra un ruolo di particolare impegno - quello di Lady Bracknell - fissandone le caratteristiche interpretative future, nella commedia di Oscar Wilde L'importanza di chiamarsi Ernesto, che fu replicata per nove mesi. Altri membri del cast erano Pauline Collins, Daniel Massey, Helen Weir, Robert Eddison e Flora Robson.
Tra gli altri suoi lavori per il teatro si ricordano A Midsummer Night's Dream (1915), The Man Who Married a Dumb Wife (1915), The Man in Possession (1930-1931), Make Way for Lucia (1948-1949).

## Vita privata
Il fratello di Isabel Jeans, Desmond, fu attore e praticò il pugilato, mentre la sorella Ursula fu una nota attrice caratterista, moglie dell'attore Roger Livesey.
Isabel Jeans si sposò due volte, la prima con l'attore Claude Rains (dal 1913 al 1915), poi con Gilbert Wakefield.

## Filmografia
- The Profligate, regia di Meyrick Milton (1917)
- Tilly of Bloomsbury, regia di Rex Wilson (1921)
- Windsor Castle, regia di Maurice Elvey (1926)
- The Triumph of the Rat, regia di Graham Cutts (1926)
- The Rat, regia di Graham Cutts (1925)
- Il declino (Downhill), regia di Alfred Hitchcock (1927)
- Further Adventures of a Flag Officer, regia di W.P. Kellino (1927)
- Virtù facile (Easy Virtue), regia di Alfred Hitchcock (1928)
- Power over Man, regia di George J. Banfield (1929)
- The Return of the Rat, regia di Graham Cutts (1929)
- Sally Bishop, regia di T. Hayes Hunter (1932)
- Rolling in Money, regia di Albert Parker (1934)
- Il dominatore (The Dictator), regia di Victor Saville (1935)
- The Crouching Beast, regia di Victor Hanbury (1935)
- Tovarich, regia di Anatole Litvak (1937)
- Il piacere dello scandalo (Fools for Scandal), regia di Mervyn LeRoy e Bobby Connolly (1938)
- Secrets of an Actress, regia di William Keighley (1938)
- Garden of the Moon, regia di Busby Berkeley (1938)
- Quando donna vuole (Youth Takes a Fling), regia di Archie Mayo (1938)
- Hard to Get, regia di Ray Enright (1938)
- Una ragazza allarmante (Good Girls go to Paris), regia di Alexander Hall (1939)
- Man about Town, regia di Mark Sandrich (1939)
- Il sospetto (Suspicion), regia di Alfred Hitchcock (1941)
- Banana Ridge, regia di Walter C. Mycroft (1942)
- Great Day, regia di Lance Comfort (1945)
- Elizabeth of Ladymead, regia di Herbert Wilcox (1948)
- Souvenir d'Italie, regia di Antonio Pietrangeli (1957)
- Gigi, regia di Vincente Minnelli (1958)
- Olympia (A Breath of Scandal), regia di Michael Curtiz (1960)
- Lassù qualcuno mi attende (Heavens Above!), regia di John Boulting e Roy Boulting (1963)
- Le incredibili avventure del signor Grand col complesso del miliardo e il pallino della truffa (The Magic Christian), regia di Joseph McGrath (1969)

## Televisione
- The Third Man (1959, episodio Toys of the Dead)
- Playhouse 90 (1959, episodio The Wings of the Dove
- Hallmark Hall of Fame (1961, episodio Victoria Regina)
- Clouds of Witness (1972, tre episodi)

## Doppiatrici italiane
- Wanda Tettoni in Olympia, Le incredibili avventure del signor Grand col complesso del miliardo e il pallino della truffa
- Laura Carli in Tovarich (ridoppiaggio 1951)
- Tina Lattanzi in Souvenir d'Italie
- Lydia Simoneschi in Gigi